# Гюфінген
Гюфінген (нім. Hüfingen) — місто в Німеччині, знаходиться в землі Баден-Вюртемберг. Підпорядковується адміністративному округу Фрайбург. Входить до складу району Шварцвальд-Бар.
Площа — 58,53 км2. Населення становить 7891 ос. (станом на 31 грудня 2020).